# Salzburg
Salzburg (bavarski: Såizburgⓘ ili Solnograd, statutarni grad u Austriji i središte istoimene savezne države. Četvrti je po veličini grad u Austriji, a nalazi se na granici s Njemačkom. U starim hrvatskim izvorima naziva ga se Solnograd, a tim ga imenom i danas nazivaju Hrvati iz Gradišća u svojim medijima.
U okolici Salzburga nalaze se rudnici soli, koji su se eksploatirali do 1989., kada su zatvoreni. Oni su danas jedna od turističkih atrakcija. Hrvatski (i slovenski) naziv za taj grad je Solnograd jer njemačka riječ "salz" znači "sol". Ime grada u doslovnom prijevodu znači "dvorac ili tvrđava od soli"
Stari grad Salzburg (Altstadt), u svijetu poznat po svojoj baroknoj arhitekturi, smatra se jednim od najbolje očuvanih gradova sjeverno od Alpa. Od 1996. stari dio Salzburga upisan je na UNESCOv popis mjesta svjetske baštine u Europi. Salzburg su zbog arhitekture u prošlosti često nazivali i njemačkim Rimom. Današnji izgled grada datira iz 16., 17. i 18. stoljeća kad je započeta transformacija iz srednjovjekovnog u barokni grad. Salzburg je ujedno i rodni grad W. A. Mozarta i grad u kojemu je proveo svoje rano djetinjstvo. 

## Povijest
Prvi tragovi naseljenosti ovog područja sežu u neolit, a oko 1000. pr. Kr. osvajaju ga Iliri, da bi ga od 6. st. pr. Kr. naselili Kelti. Od 15. pr. Kr. na obali rijeke Salzach nastao je rimski grad Juvavum. U 5. st. dobio je samostan, a 699. godine bavarski vojvoda ga poklanja biskupu Wormsa Rupertu Salzburškom (Sveti Rupert Salzburški). Grad se prvi put pod imenom "Salzburg" spominje 755. godine, a 739. godine postao je prijestolnicom dijaceze. Od tada je Salzburg grad država kojim upravljaju izborni prinčevi-biskupi. 
Godine 1077. nadbiskup Gerbhard izgradio je utvrdu Hohensalzburg. U 17. stoljeću u gradu su nikle brojne barokne građevine, osobito za vrijeme vladavine nadbiskupa Wolfa Dietricha von Raitenaua, Markusa Grafa von Hohenemsa Sittikusa i Parisa grafa von Lodrona.
Godine 1731. nadbiskup Leopold Anton von Firmian izdao je edikt kojim protjeruje protestante iz grada. Njihove posjede je konfiscirala crkva, a protestanti su se uputili na iscrpljujući marš prema sjevernim njemačkim protestantskim zemljama. 12.000 Salzburžana je primio Fridrik Vilim I. Pruski, a ostali su odselili u Debrecin (Mađarska) i Banat (Srbija) u tadašnjoj Ugarskoj. Malene grupice su dospjele do Nizozemske, Ujedinjenog Kraljevstva, ali i Georgije u SAD-u (tada britanska kolonija).
Od 1772. do 1803., za vladavine nadbiskupa Jerolima (Hieronymusa) von Colloreda, Salzburg je bio središte prosvjetiteljstva. Godine 1803. završava vladavina prinčeva-nadbiskupa i grad dolazi pod vlast nadvojvode Toskane, Ferdinanda III. Već 1805. godine anektirala ga je Austrija, zajedno s Berchtesgadenom. Nakon austrijskog poraza kod Wagrama, od 1809. do 1816. godine bio je pripojen Bavarskoj, ali je nakon Bečkog kongresa ponovno vraćen Austriji. 
Od 1860-ih grad se širi daleko izvan starih gradskih zidina, a 7. lipnja 1935. godine gradske su vlasti anektirale okolne općine i od tada se gradsko područje prostire na površini od 8,79 x 24,9 km², te mu je broj stanovnika porastao s 40.232 na 63.275.
Tijekom Drugog svjetskog rata nacisti su u Salzburgu uništili sinagogu i sustavno progonili Židove. U gradskoj je okolici ustanovljen logor za ratne zarobljenike iz SSSR-a, ali i zloglasni koncentracijski logor KZ Salzburg-Maxglan gdje su većinom bili zatvarani Romi. U savezničkom je bombardiranju uništeno preko 7.600 kuća i ubijeno oko 550 stanovnika. Američka vojska je ušla u grad 5. svibnja 1945. godine i grad je postao prijestolnicom austrijske savezne države Salzburg.
Dana 27. siječnja 2006. grad je obilježio 250 godina od rođenja W. A. Mozarta zvonjavom svih 35 crkvenih tornjeva točno u 8 sati, a proslava se nastavila cijele godine.
U Salzburgu je Sveučilište u Salzburgu, sveučilište Alma Mater Europaea i sjedište Europske akademije znanosti i umjetnosti
Član zemaljske vlade austrijske pokrajine Salzburga, g. Ponngruber, u zajednici Hrvata u Austriji zapamćen je po velikog zalaganju za njih za vrijeme velikosrpske agresije na Hrvatsku i BiH. Osobito se je angažirao oko prognanika i izbjeglica u ovom gradu, a skrbi je nastavio i poslije rata. Zaslugom g. Ponngrubera Hrvati su ušli u gradski Jugendbeirat, što bez pomoći osobe njegovog utjecaja ne bi bilo moguće. Za sve to hrvatski predsjednik dr. Franjo Tuđman ga je odlikovao.

## Znamenitosti

### Stari grad
Stari grad je 1996. godine upisan na UNESCO-ov popis mjesta svjetske baštine u Europi zbog iznimnog bogatstva arhitekture crkvenog grada države od srednjeg vijeka, preko baroka do 19. stoljeća, koja je primjer susreta južne i sjeverne Europe. Osim spomenute rodne kuće W. A. Mozarta (Mozart Geburtshaus), u starom gradu se nalaze:
- Salzburška katedrala (Salzburger Dom)
- utvrda Hohensalzburg (Festung Hohensalzburg), jedan od najvećih dvoraca u Europi, izgrađen na brdu iznad grada s kojeg se pruža pogled na cijeli grad.
- franjevačka crkva (Franziskanerkirche)
- groblje sv. Petra  (Petersfriedhof)
- benediktinska opatija Nonnberg
- stara rezidencija izbornih prinčeva-nadbiskupa (Salzburger Residenz)
- Sveučilište u Salzburgu
- sveučilište Alma Mater Europaea
- Europska akademija znanosti i umjetnosti
- sveučilišna crkva
- gradska vrata Siegmundstor
- slavna ulica Getreidegasse
- glavni trg Residenzplatz

- Unutrašnjost Salzburške katedrale (Vincenzo Scamozzi)
- Utvrda Hohensalzburg 1900.
- Opatija Nonnberg
- Salzburger Residenz

### Ostale znamenitosti
- Palača Mirabel s cvjetnim vrtovima
- Groblje sv. Sebastijana (Sebastiansfriedhof)
- Rokoko palača Leopoldskron u južnom djelu općine. Mnoge scene iz filma Moje pjesme, moji snovi (1965) snimljene su ovdje, većinom na jezeru.
- Hellbrunn s dvorcima i parkovima
- Salzburg Zoo u četvrti Anif
- Hangar-7

- Palača Mirabel s cvjetnim vrtovima
- Fasada palače
- Palača Leopoldskron
- Dvorac Anif

## Slavni stanovnici
| - Wolfgang Amadeus Mozart, skladatelj - Christian Doppler, fizičar i tvorac teorije akustike (Dopplerov efekt) - Josef Mohr, skladatelj - Oton I. Grčki, kralj Grčke - Hans Makart, slikar - Theodor Herzl, državnik - Stefan Zweig, spisatelj - Maria von Trapp, nadahnuće za film Moje pjesme, moji snovi (1965) | - Thomas Bernhard, spisatelj - Herbert von Karajan, dirigent - Udo Ludwig, antropolog - Roland Ratzenberger, pilot Formule 1 - Joseph Leutgeb, francuski glazbenik - Klaus Ager, skladatelj - Alex Jesaulenko, nogometaš - Georg Trakl, spisatelj |

## Gradovi prijatelji
Graz je zbratimljen sa sljedećim gradovima:
| - Reims (Francuska), od 1964. - Atlanta (SAD), od 1967. - Verona (Italija), od 1973. | - León (Nikaragva), od 1984. - Dresden (Njemačka), od 1991. - Kawasaki (Japan), od 1992. | - Meran (Italija), od 2000. - Šangaj (Kina), od 2004. - São João da Madeira (Portugal), od 2007. |

## Šport
Kontakt tika-taka kup održava se od 2017. i najveći je malonogometni turnir u Salzburgu.

## Vanjske poveznice
- www.salzburg.eu  Arhivirana inačica izvorne stranice od 6. prosinca 2014. (Wayback Machine) – Salzburg informacije
- Turistička zajednica Salzburga
- Regija Salzburg  Arhivirana inačica izvorne stranice od 14. studenoga 2007. (Wayback Machine)
- Salzburški turistički vodič  Arhivirana inačica izvorne stranice od 11. rujna 2010. (Wayback Machine)